# کله‌زاغ
کله‌زاغ (به ترکی آذربایجانی: Kələzağ) یک منطقهٔ مسکونی در جمهوری آذربایجان است که در باکو واقع شده‌است.